# Repräsentantenhaus von Texas

Siegel des Repräsentantenhaus von Texas

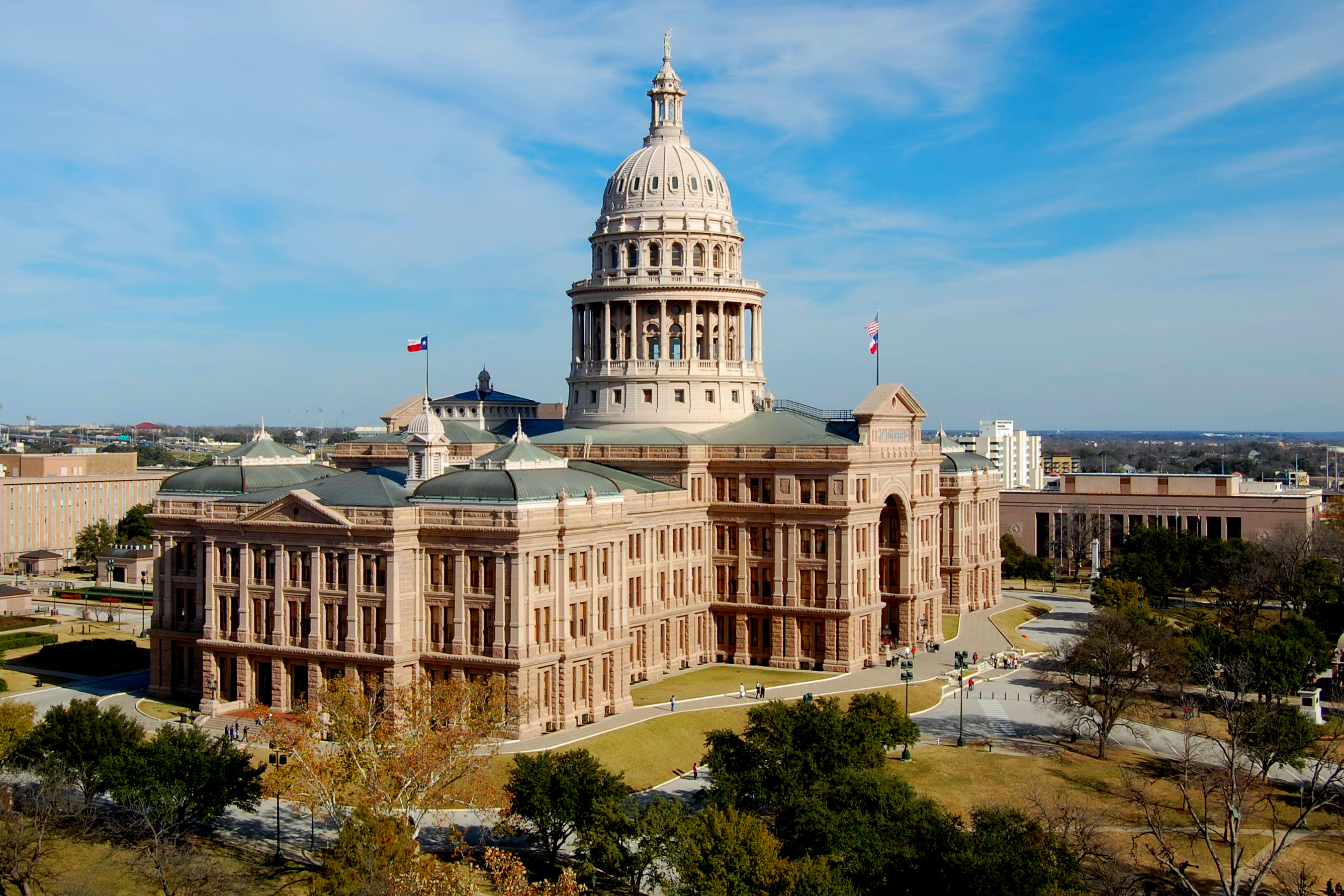
Texas State Capitol in Austin

Das Repräsentantenhaus von Texas (Texas House of Representatives) ist das Unterhaus der Texas Legislature, der Legislative des US-Bundesstaates Texas. Die Parlamentskammer setzt sich aus 150 Abgeordneten zusammen, die jeweils einen eigenen Wahlkreis für zwei Jahre vertreten. Der Sitzungssaal des Repräsentantenhauses befindet sich gemeinsam mit dem Senat im Texas State Capitol in der Hauptstadt Austin.

## Struktur der Kammer
Vorsitzender des Repräsentantenhauses ist der Speaker of the House. Er wird zunächst von der Mehrheitsfraktion der Kammer gewählt, ehe die Bestätigung durch das gesamte Parlament folgt. Derzeitiger Speaker ist Dade Phelan aus Beaumont, Abgeordneter der Republikaner aus dem 21. Wahldistrikt. Ferner wird ein Speaker Pro Tempore vom Repräsentantenhaus gewählt, der nur während der Abwesenheit des Speakers den Vorsitz innehat. Derzeitiger Speaker Pro Tempore ist der Republikaner Charlie Geren aus Fort Worth, 99. Wahldistrikt.

## Zusammensetzung nach der Wahl im Jahr 2022
| Partei | Partei                 | Abgeordnete |
| ------ | ---------------------- | ----------- |
|        | Republikanische Partei | 86          |
|        | Demokratische Partei   | 64          |
| Summe  | Summe                  | 150         |